# Hofkirchen im Traunkreis
Hofkirchen im Traunkreis est une commune autrichienne du district de Linz-Land en Haute-Autriche.